# 黍 (単位)
黍（しょ）は、中国の古代の質量の最小単位、また尺貫法の微小な体積の単位である。
中国の古代の質量の単位としては、絫の10分の1、銖の100分の1に当たり、キビ粒1粒の質量からきているとされる。銖が約0.59gであることから、黍は約5.9mgに当たる。
体積の単位としては、粒の10分の1のことであり、したがって1黍は1勺の100万分の1、メートル法に換算して約18.039nLとなる。この場合の黍は量としてはキビとは関係がなく、微小な量ということでこの字が当てられたものである。その下の単位は稷である。